# إدي ماكي هاربر
إدي ماكي هاربر (بالإنجليزية: Edie McKee Harper)‏ هي مصورة أمريكية، ولدت في 29 مارس 1922 في كانساس سيتي في الولايات المتحدة، وتوفيت في 10 يناير 2010 في لبنان في الولايات المتحدة.